# داماد (فیلم ۲۰۱۱)
داماد (به تامیلی: Mappillai) فیلمی محصول سال ۲۰۱۱ و به کارگردانی سوراج است. در این فیلم بازیگرانی همچون دنوش، هانیسکا موتوانی، مانیشا کویرالا و اشیش ویدیارتی ایفای نقش کرده‌اند.